# Pavlucha
Pavlucha (Павлуха) è un film del 1962 diretto da Semёn Isaevič Tumanov e Georgij Ščukin.